# Établissement Transdev de Conflans
L’établissement Transdev de Conflans est une entreprise de transports de voyageurs appartenant au groupe Transdev basée à Conflans-Sainte-Honorine dans les Yvelines.
Elle exploitait des lignes de bus régulières qui desservent les communes d'Achères, Cergy, Conflans-Sainte-Honorine, Poissy, Roissy et Saint-Germain-en-Laye ainsi qu'une ligne du réseau de bus Busval d'Oise.

## Histoire
En date du 1er janvier 2022, les lignes 2, 6 et 12 intègrent le réseau de bus Argenteuil - Boucles de Seine en raison de l'ouverture à la concurrence de ceux-ci. Le 11 juillet 2022, l'établissement récupère l'exploitation de la ligne Express 16 précédemment assurée par Transdev Montesson Les Rabaux.

### Ouverture à la concurrence
À la suite de l'ouverture à la concurrence des réseaux d'autobus en Île-de-France, le réseau de la STIVO ainsi que les lignes du réseau « Achères-Conflans » (4, 5, 5S, 11, 14, 17A, 17B, A1 et A2) de l'établissement Transdev de Conflans vont être regroupés en un seul réseau, correspondant à la délégation de service public numéro 2 établie par Île-de-France Mobilités : le réseau de bus Cergy-Pontoise Confluence. Un appel d'offres a donc été lancé par l'autorité organisatrice afin de désigner une entreprise qui succèdera à l'exploitation de la STIVO et de Transdev Conflans pour une durée de six ans.
Les lignes Express (Express 16, Express 27 et Express 95.18) rejoignent quant à elles la délégation de service public numéro 38 : le réseau de bus Île-de-France Ouest.
Ces modifications entrent en vigueur le 1er janvier 2024, mettant fin à l'activité de l'entreprise pour le compte d'Île-de-France Mobilités.

## Exploitation

### Entreprise exploitante
Le 3 mars 2011, le groupe Veolia Transport alors filiale de Veolia environnement, qui gérait l'entreprise, fusionne avec Transdev pour donner naissance à « Veolia Transdev ».
Deux ans plus tard, en mars 2013, le groupe, endetté de plusieurs millions d'euros, adopte le nom de Transdev à la suite du désengagement de Veolia environnement, détenteur de Veolia Transport.

### Dépôt
Les véhicules ont leur centre-bus à Conflans-Sainte-Honorine, situé dans la ZA des Boutries, au no 23-25 rue des Cayennes. Le dépôt a également pour mission d'assurer l'entretien préventif et curatif du matériel. L'entretien curatif ou correctif a lieu quand une panne ou un dysfonctionnement est signalé par un machiniste.

## Galerie de photographies

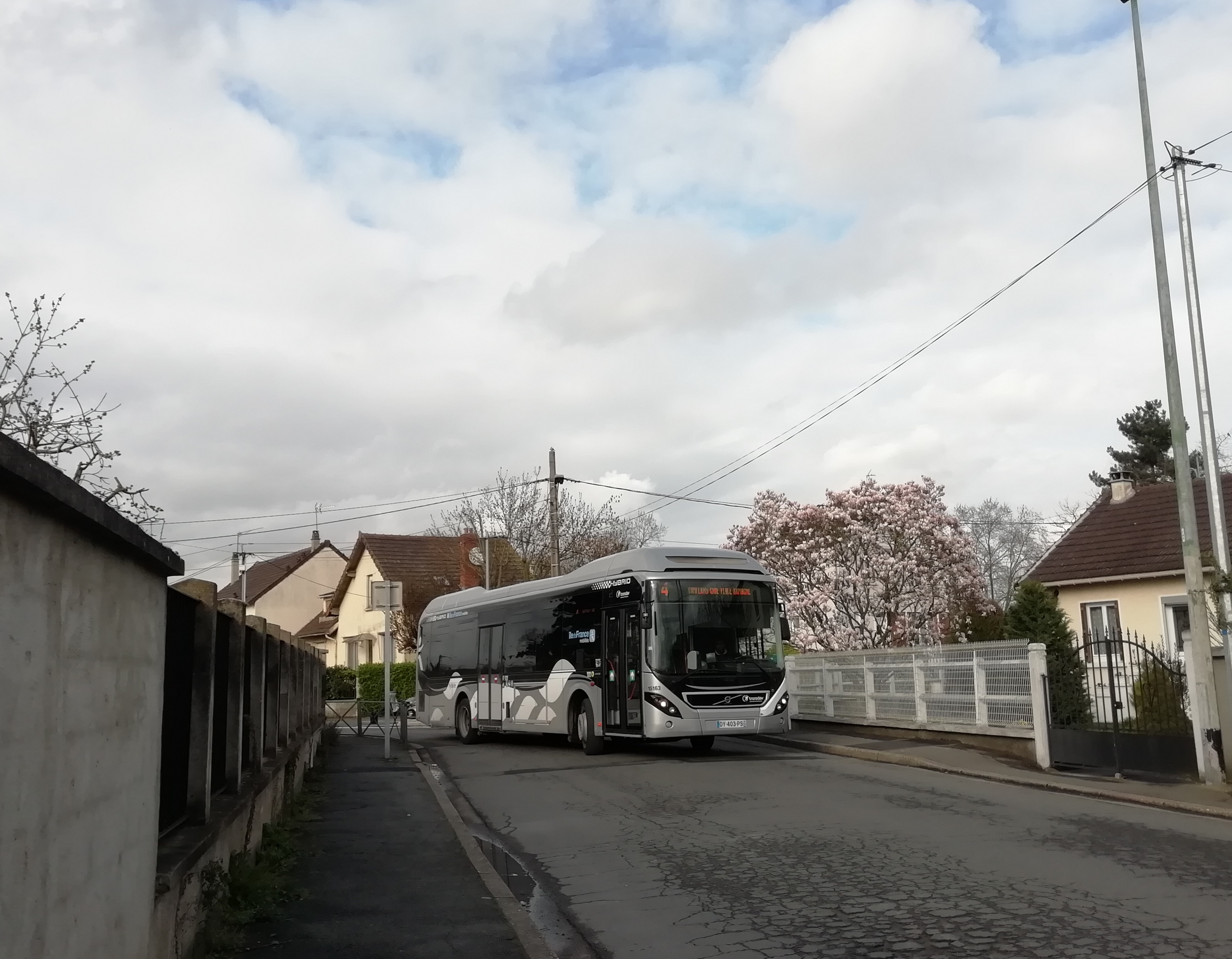
Volvo 7900 hybride de Transdev Conflans sur la ligne 4.
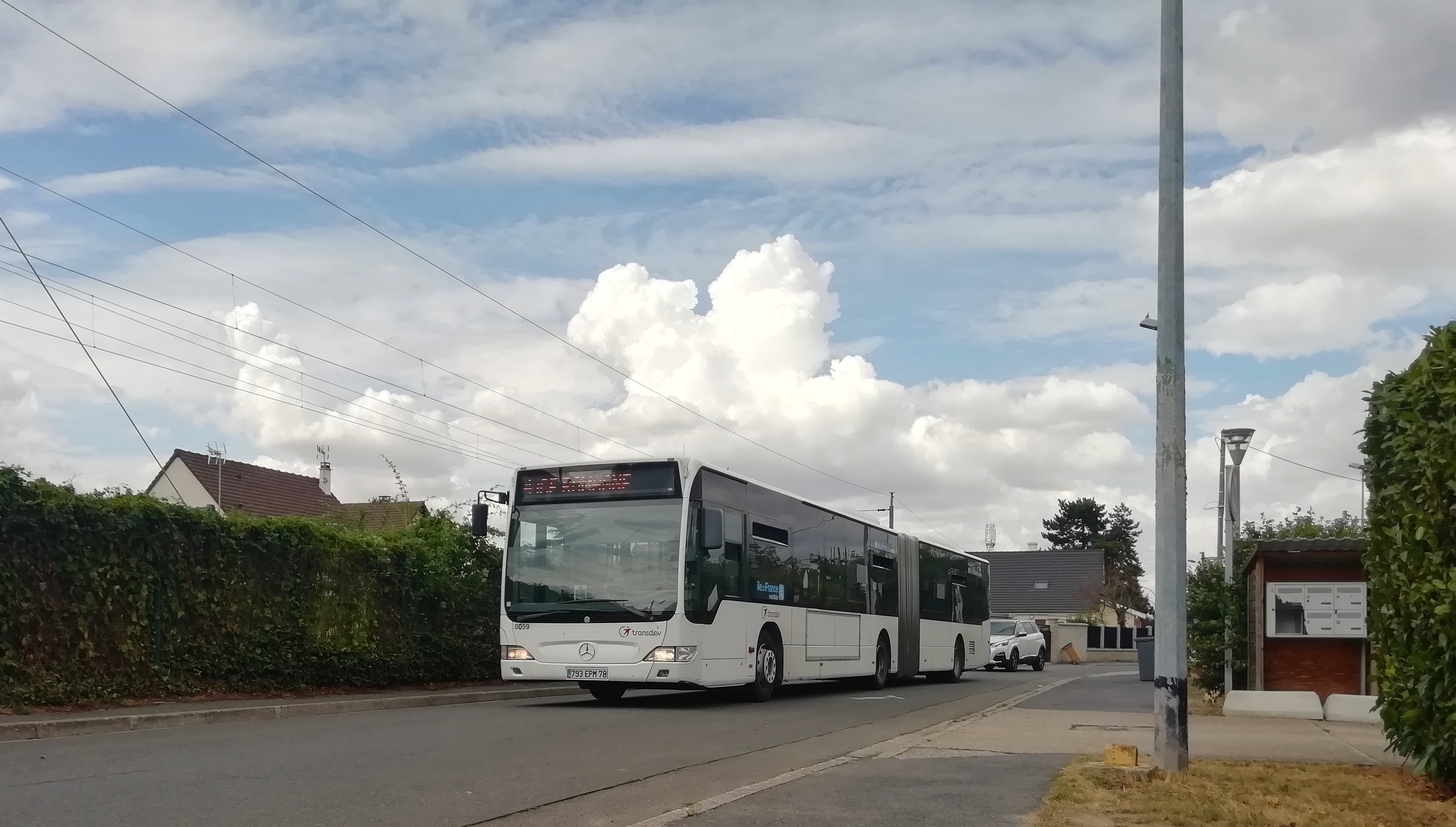
Mercedes-Benz Citaro G Facelift n°8059 à Conflans-Sainte-Honorine sur la ligne 4.
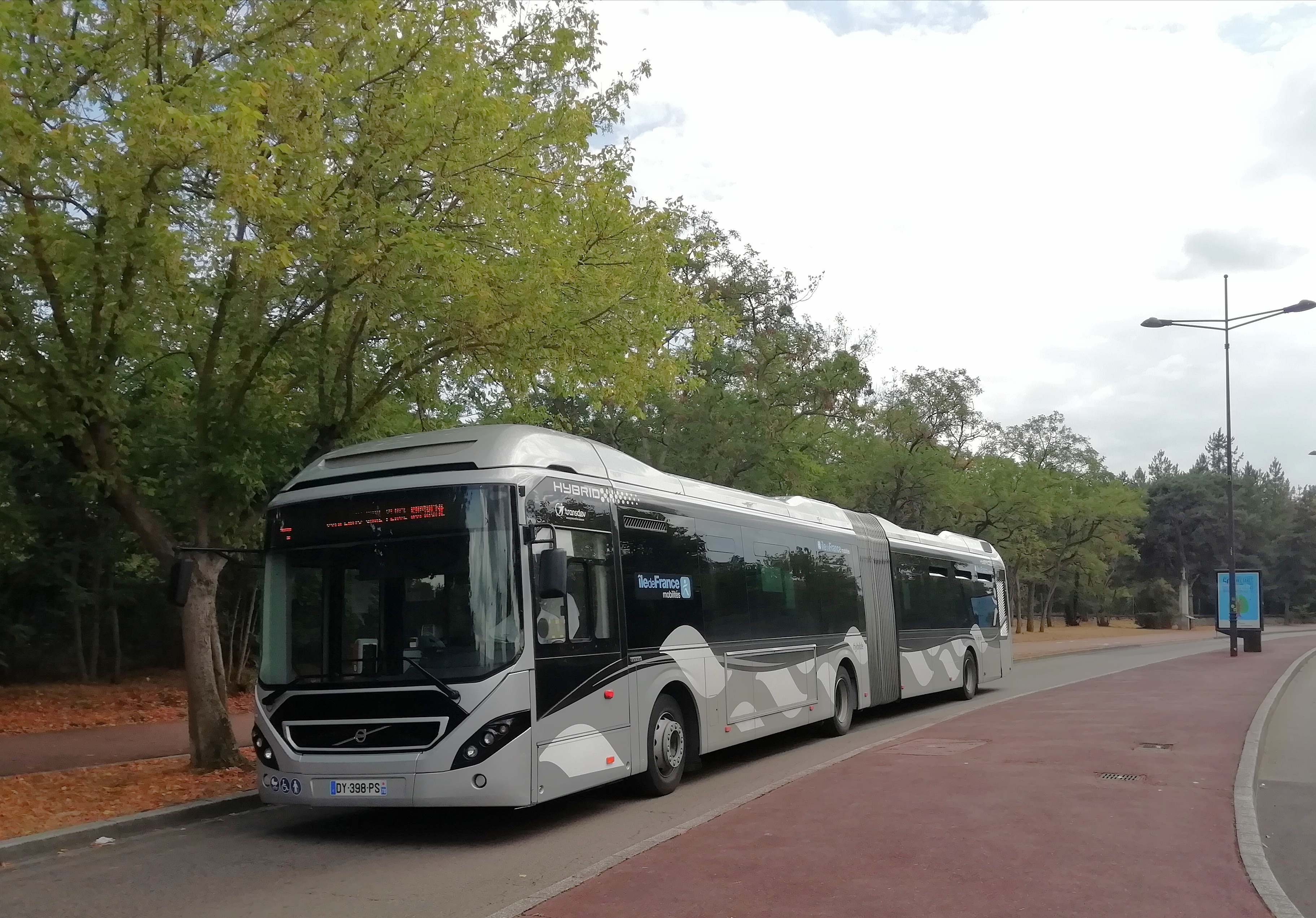
Volvo 7900 A hybride n°15161 à Achères sur la ligne 4.
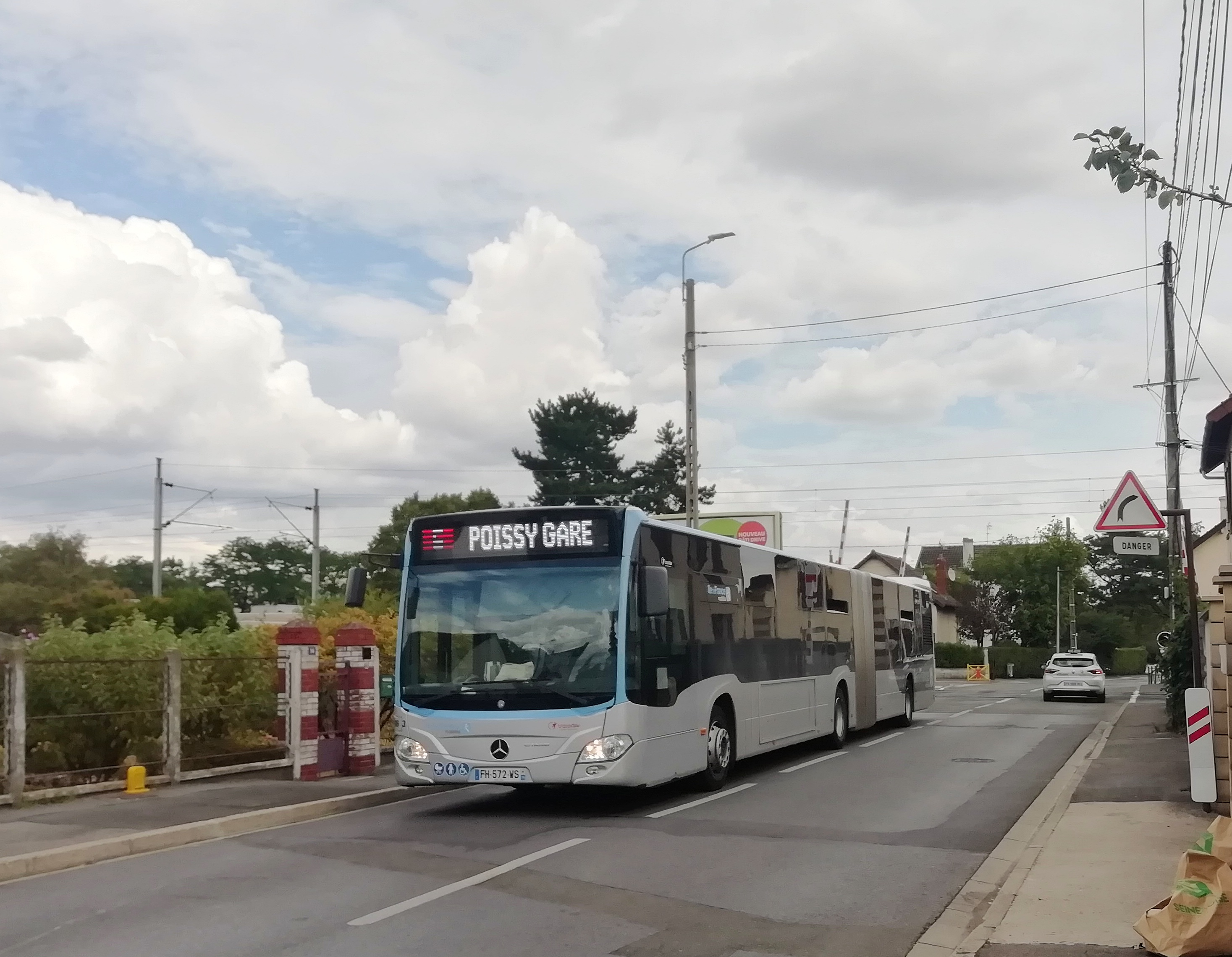
Mercedes-Benz Citaro GC2 n°19963 à Conflans Sainte-Honorine sur la ligne 5.
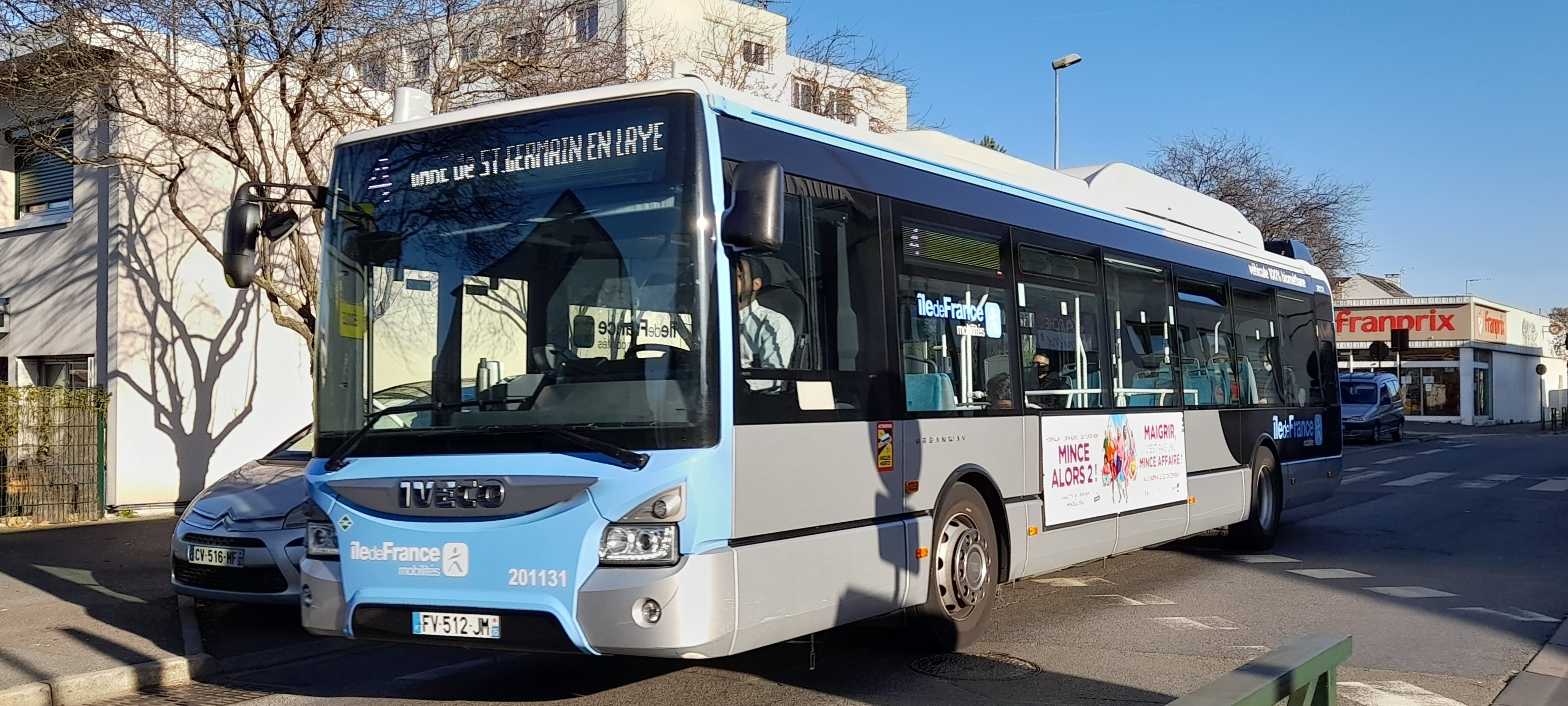
Iveco Bus Urbanway 12 GNV n°201131 à Conflans Sainte-Honorine, sur la ligne 4.
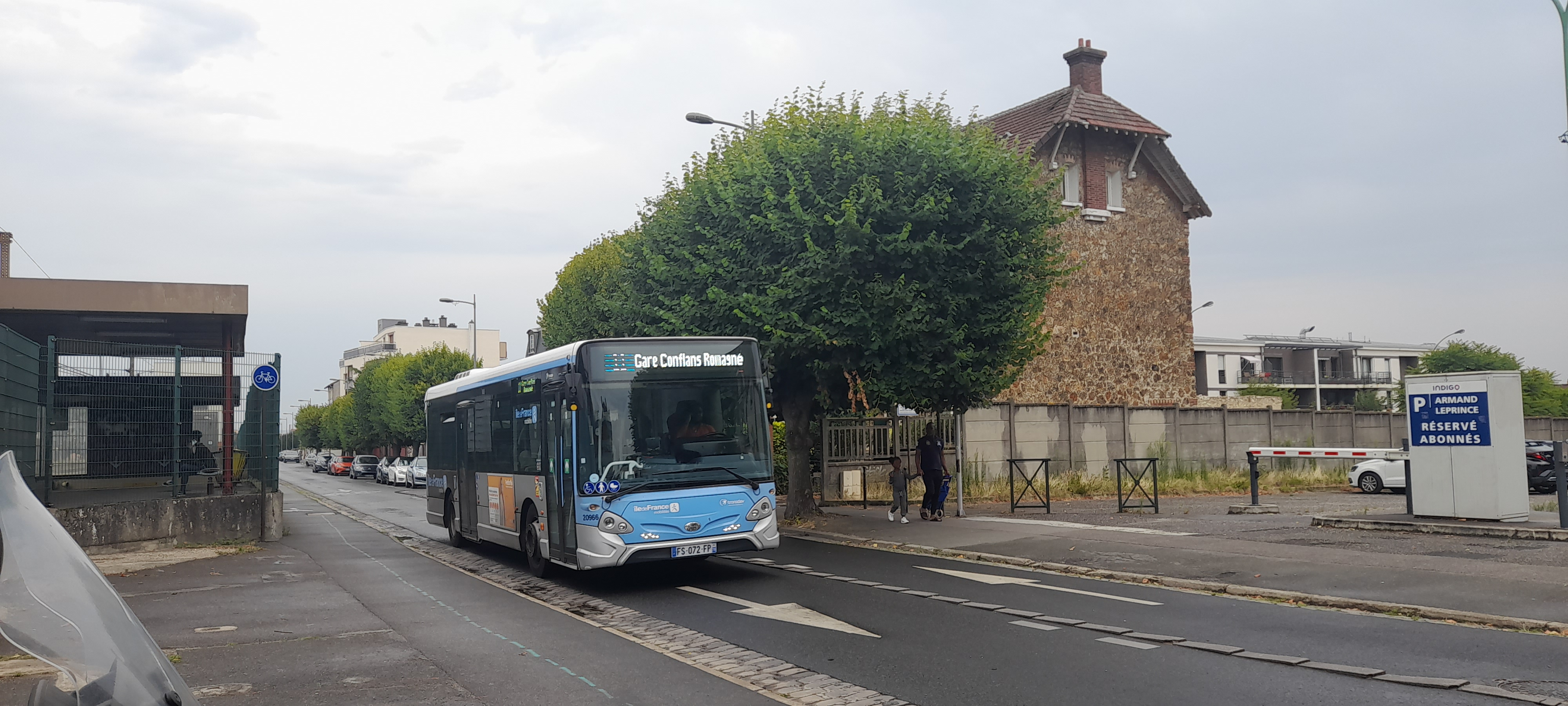
Heuliez Bus GX 137 L n°20966 à Conflans-Sainte-Honorine sur la ligne 11.

## Parc des véhicules
Le parc des véhicules du réseau est majoritairement constitué de bus standards tout en comprenant également des autocars, des bus articulés et des midibus.
En 2015, le STIF vote l'achat de six bus hybrides type Volvo 7900/7900A Hybride pour le réseau de Conflans - Achères et de Maisons-Laffitte - Le Mesnil-le-Roi, dans le cadre du renouvellement des bus en proche et en grande couronnes sur les réseaux les plus touchés par la pollution.

### Autocars
| Constructeur  | Modèle            | Nombre | Numéro de parc                                                                             | Période de mise en service                                                                                    | Affectation | Observation |
| ------------- | ----------------- | ------ | ------------------------------------------------------------------------------------------ | --- | ----------- | --- |
| Setra         | S 416 LE Business | 2      | 16098-16099                                                                                | 2016 | -           | |
| Mercedes-Benz | Intouro           | 15     | 1309, 1401-1402, 1403, 1409, 1509, 1603, 1701, 1702, 1803, 1907, 2003, 17140, 19874, 20218 | Juillet 2013, avril/juillet 2014, juillet 2015, juillet 2016, 2017, juillet 2018, août 2019 et septembre 2020 | -           | Les intouro de l’express 16 étaient remisés chez Transdev Montesson les Rabaux avant d’aller chez Transdev Conflans dès le 11 juillet 2022. |
| Iveco         | Crossway          | 11     | 14031-14032, 14057, 17063, 17136-17138, 18822-18823, 20894 + 1 non connu                   | 2014 à 2020                                                                                                   | -           | |
| Irisbus       | Crossway          | 2      | 12186-12187                                                                                | 2012 | -           | |

### Bus standards
| Constructeur  | Modèle          | Nombre | Numéro de parc                                                                   | Période de mise en service                 | Affectation | Observation                        |
| ------------- | --------------- | ------ | -------------------------------------------------------------------------------- | ------------------------------------------ | ----------- | ---------------------------------- |
| Iveco Bus     | Urbanway 12 GNV | 10     | 201114-201119 ; 201130-201132 ; 231022                                           | Décembre 2020 à février 2021 et avril 2023 | -           |                                    |
| Setra         | S 415 NF        | 1      | 16052                                                                            | Octobre 2009                               | -           | Bus ex-Cars Lacroix acquis en 2016 |
| Mercedes-Benz | Citaro LE MÜ C2 | 2      | 14086-14087                                                                      | Octobre 2014                               | -           |                                    |
| Heuliez Bus   | GX 327          | 20     | 1105-1107, 7111-7113, 8066-8068, 9050-9051, 9176-9178, 13022, 13023, 13040-13043 | Octobre 2007 à juillet 2013                | -           |                                    |
| Heuliez Bus   | GX 337          | 2      | 14055 et 19604                                                                   | Juillet 2014 et mars 2019                  | -           |                                    |
| Man           | Lion's City L   | 2      | 15173-15174                                                                      | Novembre 2015                              | -           |                                    |
| Volvo         | 7900 Hybride    | 8      | 15162, 15163, 16175-16178, 17612, 18242                                          | Décembre 2015 à novembre 2018              | -           |                                    |

### Midibus
| Constructeur | Modèle   | Nombre | Numéro de parc        | Période de mise en service | Affectation | Observation |
| ------------ | -------- | ------ | --------------------- | -------------------------- | ----------- | ----------- |
| Heuliez Bus  | GX 127 L | 3      | 13014-13015 et 13016  | Février 2013               | -           |             |
| Heuliez Bus  | GX 137 L | 3      | 17705, 20965 et 20966 | Décembre 2017 et août 2020 | -           |             |

### Bus articulés
| Constructeur  | Modèle            | Nombre | Numéro de parc | Période de mise en service       | Affectation | Observation |
| ------------- | ----------------- | ------ | -------------- | -------------------------------- | ----------- | ----------- |
| Mercedes-Benz | Citaro G Facelift | 2      | 8059 et 9099   | septembre 2008 et septembre 2009 | -           |             |
| Mercedes-Benz | Citaro GC2        | 2      | 19962-19963    | août 2019                        | -           |             |
| Volvo         | 7900 A Hybride    | 1      | 15161          | 2015                             | -           |             |
| Iveco Bus     | Urbanway 18 GNV   | 1      | 20751          | décembre 2020                    | -           |             |